# Масаёси Ямасита
Масаёси Ямасита (англ. Masayoshi Yamashita, 12 марта 1960 г., Осака, Япония) — японский бас-гитарист и композитор известной японской хэви-метал группы Loudness. Авторству Масаёси принадлежит музыка к таким песням группы, как Black Wall (1983), Heavy Chains (1985), Face to Face (1986), Everyone Lies (1992), Keep You Burning (2011). Масаёси записал с Loudness 21 студийный альбом, а также принимал участие в записи альбомов таких японских групп как Misako Honjoh, M.T.Fuji и др.

## Биография
Родился в Осаке. В подростковом возрасте играл в местной группе Black Rose, позже, в 1981-м, был приглашен своим другом Акирой Такасаки в состав Loudness.
В 1991 году, после выхода альбома On the Prowl Масаёси покидает группу на 10 лет, вплоть до своего возвращения в 2001 году, где он находится по сей день и принимает участие в записи каждого альбома и концертных выступлениях коллектива.

## Дискография

### Loudness
- The Birthday Eve (1981)
- Devil Soldier (1982)
- The Law Of Devil's Land (1983)
- Disillusion (1984)
- Thunder in the East (1985)
- Shadows of War (Lightning Strikes) (1986)
- Hurricane Eyes (1987)
- Soldier of Fortune (1989)
- On the Prowl (1991)
- Pandemonium (2001)
- Biosphere (2002)
- Terror (2004)
- Rockshocks (2004)
- Racing (2005)
- Breaking the Taboo (2006)
- Metal Mad (2008)
- The Everlasting (2009)
- King of Pain (2010)
- Eve To Dawn (2011)
- 2-0-1-2 (2012)
- The Sun Will Rise Again (2014)

### Misako Honjoh
- Messiah's Blessing (1982)
- 13th (1983)

### M.T. Fuji
- Human Transport (1983)

## Бас-гитары
В настоящее время, Масаёси использует бас-гитары французской фирмы Vigier.
- Vigier Excess
- Vigier Arpege